# Ісхак (султан Дарфуру)
Ісхак ібн Мухаммад (*д/н–1787/1790) — султан Дарфуру в 1786—1787 роках.

## Життєпис
Походив з династії Кейра. Син султана Мухаммада Тайраба. Замолоду оголошений спадкоємцем трону. 1785 року супроводжував батька у поході на Кордофан, який вдалося підкорити.
1786 року після смерті Мухаммада Тайраба стає султаном. Втім його права оскаржив стрийко Абд ар-Рахман, на бік якого перейшов впливовий євнух Мухаммад Курра. Зрештою 1787 року Ісхака було повлаеон. Проте він ймовірно продовжував боротьбу до 1790 року.